# Суткор
Суткор (кирг. Сүткор) — село в Араванском районе Ошской области Кыргызстана. Входит в состав С. Юсуповского айылного аймака.

## География
Село расположено в западной части области, на расстоянии приблизительно 2 километров (по прямой) к западо-северо-западу от села Араван, административного центра района. Абсолютная высота — 661 метр над уровнем моря.

## Население
Согласно оценочным данным Национального статистического комитета Кыргызской Республики, численность населения села на начало 2023 года составляла 504 человека.
| год     | 2009 | 2014 | 2015 | 2020 | 2021 | 2023 |
| ------- | ---- | ---- | ---- | ---- | ---- | ---- |
| человек | 348  | 378  | 386  | 423  | 426  | 504  |